# Epacris impressa
Espèce
Classification phylogénétique
Epacris impressa est une espèce de plantes à fleurs de la famille des Ericaceae originaire du sud-est de l'Australie et qui est l'emblème floral de l'État de Victoria depuis 1958.

## Description
C'est un buisson à un port érigé qui peut atteindre 2 à 3 mètres de haut bien que, le plus souvent, elle soit comprise entre 0,5 et 1 mètre. Les branches, rigides, portent de petites feuilles avec des épines. Les fleurs qui apparaissent entre la fin de l'automne et le début du printemps sont blanches, roses ou rouges et apparaissent en grappes le long des tiges. Elles mesurent environ deux centimètres de long et forment un tube étroit avec cinq indentations à la base.

## Distribution
On la trouve dans toutes les régions côtières et au pied des contreforts de la chaine du Mont Lofty en Australie-Méridionale, du sud du Victoria au sud de la Nouvelle-Galles du Sud, jusqu'à la rivière Clyde. On la trouve aussi dans les Grampians et dans le Little Desert au Victoria. Elle est largement répandue en Tasmanie.
Les méliphages comme le méliphage à bec grêle (Acanthorhynchus tenuirostris) butinent les fleurs et en ce faisant récupèrent le pollen sur leurs plumes et permettent ainsi leurs fécondations.